# Damodar (Krater)

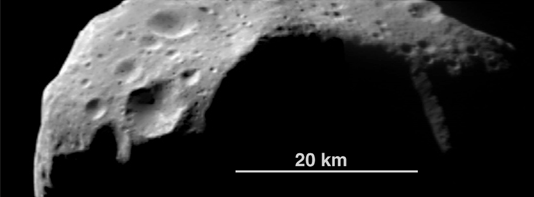
Teilansicht von (253) Mathilde, in der Bildmitte der Krater Damodar

Damodar ist ein Einschlagkrater auf (253) Mathilde, einem Asteroiden des mittleren Hauptgürtels. Der mittlere Durchmesser des Kraters beträgt 28,7 km, er gehört damit zu den größeren Kratern von (253) Mathilde (der größte heißt Karoo). Die Kratermitte von Damodar befindet sich auf 73° Nord und 263,8° Ost.
Der Kraterrand ist sehr steil, Auswurfmaterial wurde nicht gesehen.
(253) Mathilde wurde am 27. Juni 1997 von der Raumsonde NEAR Shoemaker auf dem Weg zum Asteroiden (433) Eros besucht. In einer Entfernung von 1212 km bei einer Geschwindigkeit von 9,93 km/s (35.748 km/h) konnten 500 Fotos der Oberfläche gemacht werden, jedoch nur von einer Hemisphäre, so dass 60 Prozent der Oberfläche fotografiert werden konnten.

## Benennung
Der Krater wurde im Jahr 2000 nach dem Bergbaugebiet Damodar benannt, das sich in der Nähe der Stadt Durgapur am Fluss Damodar im indischen Bundesstaat Westbengalen befindet und laut Beschreibung das größte Indiens ist.
Die Oberfläche von (253) Mathilde ist mit einer Albedo von 0,0436 (± 0,004) sehr dunkel, schwärzer als Kohle. Deshalb wurden die Krater auf dem Asteroiden nach Kohleabbaugebieten benannt. Als Quelle für die Benennungen wurde der Concise Guide to World Coalfields der Internationalen Energieagentur (IEA) der OECD aus dem Jahre 1983 verwendet.